# Extremadura UD
Extremadura UD was een Spaanse voetbalclub uit Almendralejo uit de autonome regio Extremadura. 

## Historie
De club werd in 2007 opgericht toen bleek dat CF Extremadura met flinke financiële problemen kampte. Na twee kampioenschappen werd in 2009 de Tercera División bereikt. Daar werd de club direct derde en promoveerde naar de Segunda División B. Extremadura UD degradeerde in het seizoen 2010/11 direct weer naar de Tercera División.  Vanaf seizoen 2016/17 kon de verloren plaats echter weer opgepakt worden. Na de reguliere competitie van seizoen 2017/18 zou de ploeg vierde eindigen en plaatste zich zo voor de play offs.  De ploeg schakelde achtereenvolgens Deportivo Fabril, CD Mirandés en FC Cartagena uit en zo speelde de ploeg vanaf seizoen 2018/19 voor de eerste maal in haar geschiedenis in de Segunda División A.  Het eerste seizoen eindigde de ploeg met een dertiende plaats in de middenmoot, maar het seizoen 2019/20 was veel minder succesvol en met een voorlaatste plaats in de eindrangschikking, degradeerde de ploeg opnieuw.  Daardoor speelt de ploeg vanaf seizoen 2020/21 weer in de Segunda División B.
Begin maart 2021 kwamen echter de eerste berichten van een mogelijk liquidatie weer naar boven.
  Tijdens het overgangsjaar 2020-2021 kon de ploeg een plaats afdwingen in de nieuwe reeks Primera División A. De inschrijving in de reeks tijdens de maand juni 2021 kon pas gebeuren nadat voorzitter Franganillo een contract kon voorleggen van de firma Khalifa, waardoor de financiële leefbaarheid van de ploeg aangetoond werd aan de curator. Toen op het jaareinde bleek dat het geld nog steeds niet ontvangen was en dat daarenboven bleek dat de spelerslonen reeds enkele maanden niet betaald waren, stelde de curator aan de Rechtbank van Koophandel van Badajoz voor om de ploeg te liquideren.  De rechtbank volgde op 22 december 2021 dit advies en sprak de liquidatie uit.  Tijdens een daaropvolgende bijeenkomst van de schuldeisers werd een akkoord bereikt om de ploeg nog te redden.  De rechter van de Rechtbank van Koophandel van Badajoz heeft tijdens een op 19 januari 2022 bekendgemaakt vonnis dit akkoord echter verworpen en verklaarde "de handelsvennootschap Extremadura UD SAD ontbonden". Toen de ploeg op 26 februari 2022 tijdens de vijfentwintigste speeldag tegen Racing Ferrol voor de tweede maal forfait gaf, nam de RFEF de ploeg al haar punten af en werd ze op de laatste plaats van de competitie geplaatst.
Op 28 februari 2022 verdween de ploeg van de tabellen. In mei 2022, toen de club al in het liquidatieproces was, werd een nieuwe club in de stad opgericht met de naam CD Extremadura 1924. Het was de bedoeling om de plaats van Extremadura UD in de Segunda Federación over te nemen.

### Nationale Competitie
| Seizoen | Competitie            | Niveau | Positie      | Resultaat                                            | Beker deelname |
| ------- | --------------------- | ------ | ------------ | ---------------------------------------------------- | -------------- |
| 2007/08 | 1ste Regionale        | VI     | Kampioen     | Promotie                                             |                |
| 2008/09 | Reg. Preferente       | V      | Kampioen     | Promotie                                             |                |
| 2009/10 | Tercera División      | IV     | 3de plaats   | Play off, promotie                                   |                |
| 2010/11 | Segunda División B    | III    | 19de plaats  | Degradatie                                           |                |
| 2011/12 | Tercera División      | IV     | 3de plaats   | Play off, behoud                                     |                |
| 2012/13 | Tercera División      | IV     | Kampioen     | Play off, behoud                                     |                |
| 2013/14 | Tercera División      | IV     | 6de plaats   | Behoud                                               | Eerste ronde   |
| 2014/15 | Tercera División      | IV     | 2de plaats   | Play off, behoud                                     |                |
| 2015/16 | Tercera División      | IV     | Kampioen     | Promotie                                             |                |
| 2016/17 | Segunda División B    | III    | 13de plaats  | Uitgeschakeld 2° ronde play off, behoud              | 2de Ronde      |
| 2017/18 | Segunda División B    | III    | 4de plaats   | Play off, promotie                                   |                |
| 2018/19 | Segunda División A    | II     | 13de plaats  | Behoud                                               | 2de Ronde      |
| 2019/20 | Segunda División A    | II     | 21ste plaats | Degradatie                                           | 1ste ronde     |
| 2020/21 | Segunda División B    | III    | 2e plaats    | 4e in promotiegroep; Plaatsing Primera División RFEF |                |
| 2021/22 | Primera División RFEF | III    | 20ste plaats | Degradatie/Opgeheven                                 |                |